# Улица Харченко (Санкт-Петербург)
У́лица Ха́рченко — улица в Выборгском районе Санкт-Петербурга. Проходит от пересечения Диагональной улицы и Новолитовской улицы до пересечения 1-го Муринского и Полюстровского проспектов у Полюстровского сада. Названа в честь героя Великой Отечественной войны Михаила Семёновича Харченко.

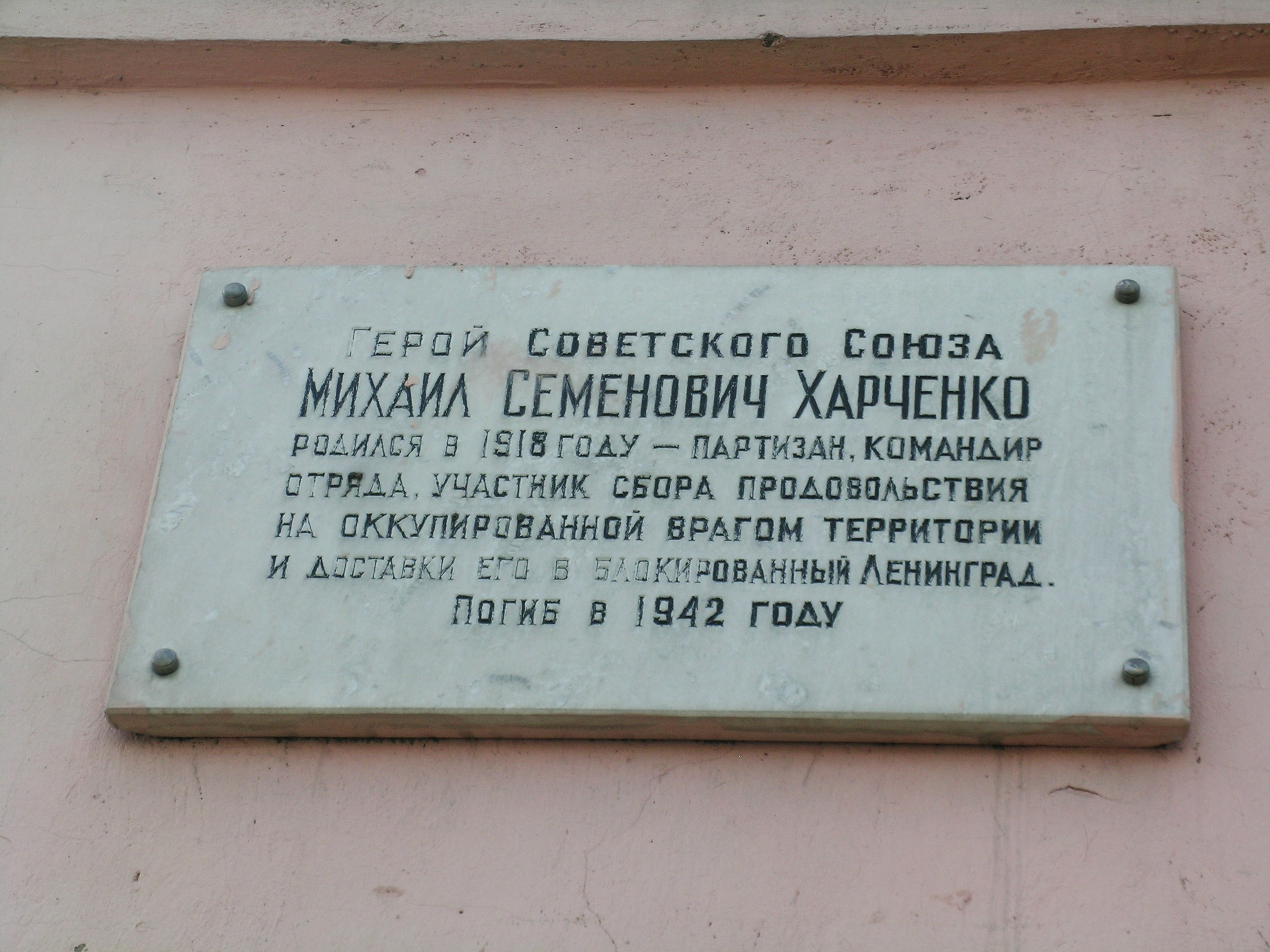
Мемориальная надпись на мраморный доске на улице: «Герой Советского Союза Михаил Семёнович Харченко Родился в 1918 году — партизан, командир отряда, участник сбора продовольствия на оккупированной врагом территории и доставки его в блокадный Ленинград. Погиб в 1942 году»

## История
Первоначальное название улицы на этом участке Антоновский переулок (на участке от 1-го Муринского проспекта до улицы Александра Матросова) известно с 1890 года, происходит от фамилии землевладельца. В 1950-е годы переулок был продлен до Новолитовской улицы.
20 января 1969 года переулок переименован в улицу Харченко, в честь М. С. Харченко, командира партизанского отряда, Героя Советского Союза.

## Достопримечательности

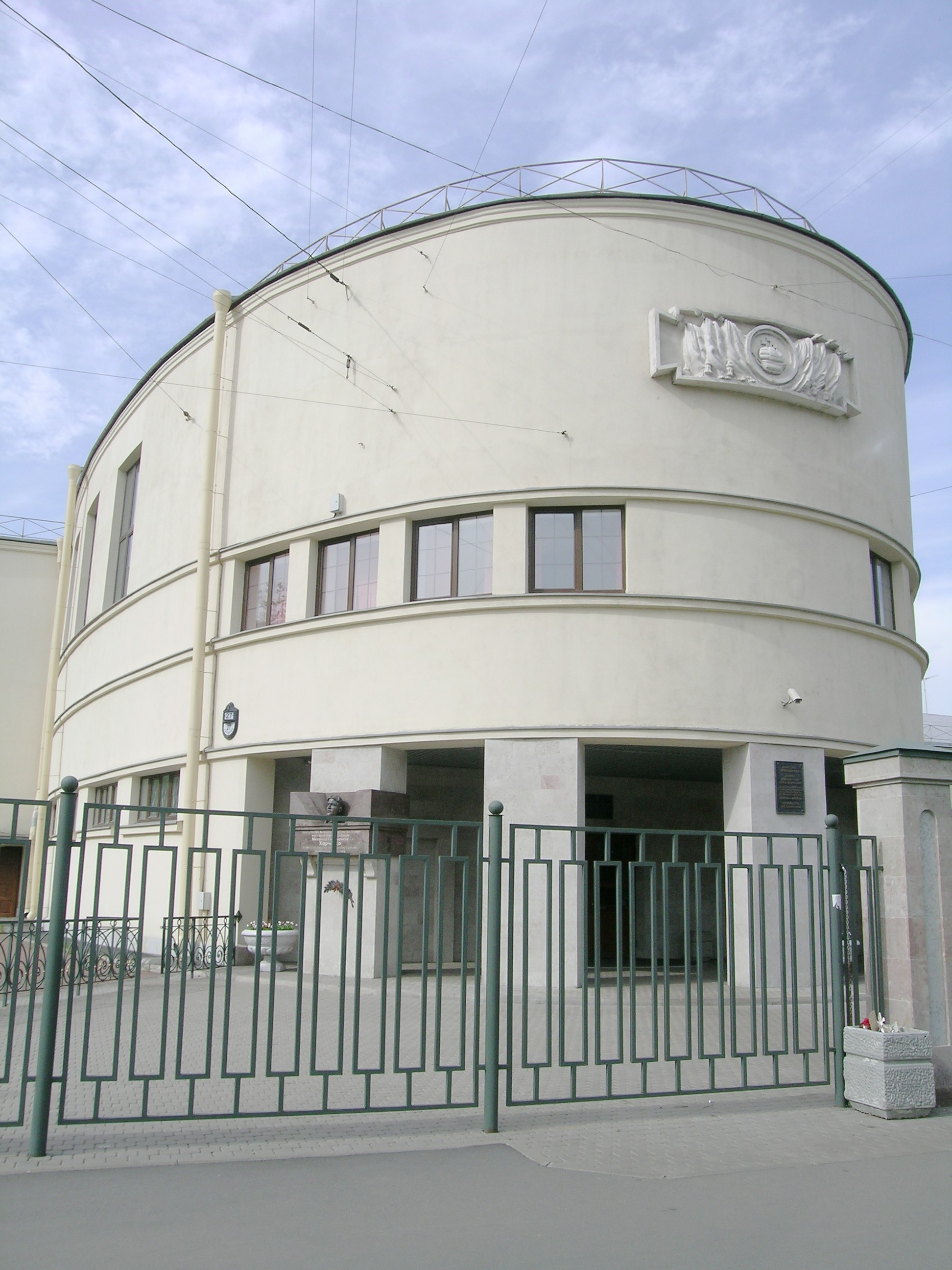
Школа № 104

- Дом № 6 — логопедический детский сад
- Дом № 13 — АТС
- Дом № 15 — детский сад № 202
- Дом № 16 — Студенческий городок Санкт-Петербургского государственного политехнического университета
- Дом № 27 — школа № 104 им. М. С. Харченко, постройка эпохи конструктивизма, памятник архитектуры ленинградского авангарда[3]. Здание спроектировал известный советский архитектор Владимир Оскарович Мунц[4].
- Полюстровский сад